# Q阶乘幂
q阶乘幂是阶乘幂的Q-模拟。与阶乘幂在广义超几何函数中的作用类似，q阶乘幂也是定义基本超几何函数的基础。

## 定义

### n为正整数时
当n为正整数时,q阶乘幂定义为
{\displaystyle (a;q)_{n}=\prod _{k=0}^{n-1}(1-aq^{k})=(1-a)(1-aq)(1-aq^{2})\cdots (1-aq^{n-1}),}

### n为0时
当n为0时,q阶乘幂定义为
{\displaystyle (a;q)_{0}=1.}

### n为无穷大时
与一般的阶乘幂不同的是，q阶乘幂可以扩展成一个无穷乘积
{\displaystyle (a;q)_{\infty }=\prod _{k=0}^{\infty }(1-aq^{k}),}
这时它是一个关于q在单位圆盘内的解析函数，也可以考虑为一个关于q的形式幂级数。其中一个特殊情况
{\displaystyle \phi (q)=(q;q)_{\infty }=\prod _{k=1}^{\infty }(1-q^{k})}
被称为欧拉函数。

### n为负数时
有限q阶乘幂可以用无穷q阶乘幂表示
{\displaystyle (a;q)_{n}={\frac {(a;q)_{\infty }}{(aq^{n};q)_{\infty }}},}
这样就能把q阶乘幂扩展到n为负整数的情况：对于非负整数n，有
{\displaystyle (a;q)_{-n}={\frac {1}{(aq^{-n};q)_{n}}}=\prod _{k=1}^{n}{\frac {1}{(1-a/q^{k})}}}
以及
{\displaystyle (a;q)_{-n}={\frac {(-q/a)^{n}q^{n(n-1)/2}}{(q/a;q)_{n}}}.}

## 多变量的写法
因为很多关于q阶乘幂的等式都含有多个q阶乘幂相乘，因此在标准写法中用一个含有多个变量的q阶乘幂来表示这个乘积：
{\displaystyle (a_{1},a_{2},\ldots ,a_{m};q)_{n}=(a_{1};q)_{n}(a_{2};q)_{n}\ldots (a_{m};q)_{n}.}

## 图集

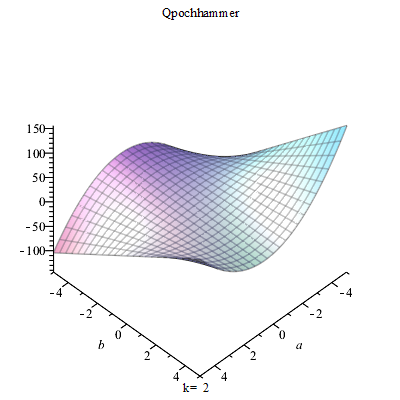
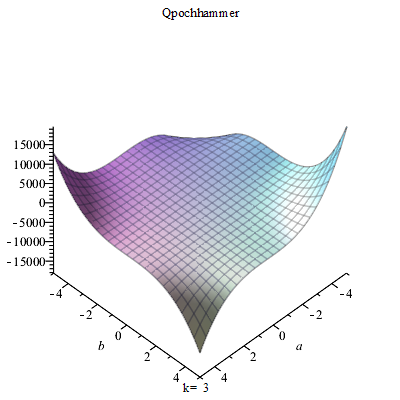
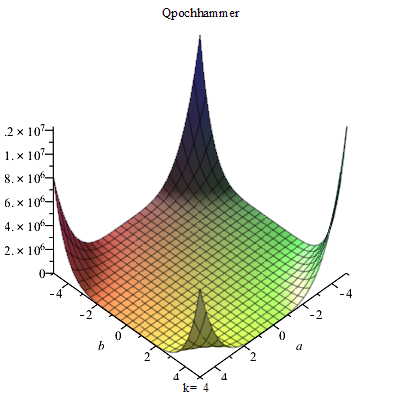
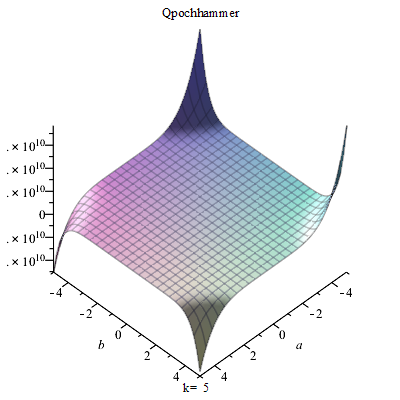

- ::{\displaystyle (a;b)_{2}}
- ::{\displaystyle (a;b)_{3}}
- ::{\displaystyle (a;b)_{4}}
- ::{\displaystyle (a;b)_{5}}